# 롬멜 습격 작전
《롬멜 습격 작전》(Raid On Rommel)은 미국에서 제작된 헨리 헤서웨이 감독의 1971년 테크니컬러의 전쟁, 드라마, 액션 B급 영화이다. 제2차 세계 대전의 북아프리카를 배경으로 한다. 리차드 버튼 등이 주연으로 출연하였고 해리 테이텔먼 등이 제작에 참여하였다.

## 출연

### 주연
- 리차드 버튼

### 조연
- 존 콜리코스
- 클린튼 그레인
- 볼프강 프라이스
- 다니엘르 드 메츠
- 칼 오토 알버티
- 크리스토퍼 캐리

## 기타
- 미술: 헨리 범스테드
- 미술: 알렉산더 골릿즌

## 반응
이 영화는 비평가들에 의해 부정적인 반응을 받았다. 로튼 토마토에서는 24%의 평점을 받았다.